# Льотинь (Поморське воєводство)
Льотинь (пол. Lotyń) — село в Польщі, у гміні Хойниці Хойницького повіту Поморського воєводства.
Населення — 330 осіб (2011).
У 1975—1998 роках село належало до Бидгощського воєводства.

## Демографія
Демографічна структура станом на 31 березня 2011 року:
|          | Загалом | Допрацездатний вік | Працездатний вік | Постпрацездатний вік |
| -------- | ------- | ------------------ | ---------------- | -------------------- |
| Чоловіки | 172     | 42                 | 120              | 10                   |
| Жінки    | 158     | 35                 | 95               | 28                   |
| Разом    | 330     | 77                 | 215              | 38                   |